# Mieczysław Bilek (prawnik)

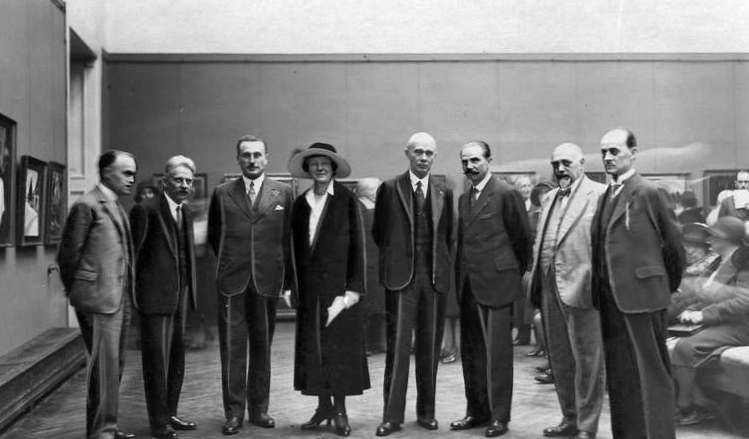
Otwarcie wystawy prac malarskich Andrzeja Olesia w Pałacu Sztuki w Krakowie. Widoczni od lewej: sekretarz Towarzystwa Przyjaciół Sztuk Pięknych w Krakowie Artur Schroeder, artysta malarz Andrzej Oleś, wicewojewoda krakowski Mieczysław Bilek, pani Kwaśniewska, wojewoda krakowski Mikołaj Kwaśniewski, prezydent Krakowa Władysław Belina-Prażmowski, wiceprezydent Krakowa Witold Ostrowski, wiceprezydent Krakowa Stanisław Klimecki

Mieczysław Bilek, ps. Mirosław (ur. 18 czerwca 1894 w Łodzi, zm. 29 maja 1943 w Warszawie) – polski prawnik i urzędnik państwowy, prezydent Radomia (1921) i Gdyni (1929–1931), przewodniczący Stronnictwa Demokratycznego (1942–1943). 

## Życiorys
Był synem Kazimierza Tymoteusza, urzędnika pocztowego, i Walerii ze Styfich. Ukończył Gimnazjum w Radomiu. Studiował prawo na uniwersytetach w Charkowie, w Petersburgu i w Warszawie, gdzie włączył się w działalność polskich stowarzyszeń liberalnych. Był m.in. wiceprezesem Unii Stowarzyszeń Postępowej Inteligencji „Filarecja”. Podczas studiów pisywał do „Głosu Polskiego” i „Dziennika Pietrogrodzkiego”. W 1914 ożenił się z Zofią Szczygielską. W 1921 był prezydentem Radomia. Później pracował w administracji rządowej, m.in. jako starosta jędrzejowski (1924–1927) oraz białostocki (najpierw powiatowy, później grodzki: 1927–1928). Od 1928 pełnił obowiązki delegata rządu RP przy Zarządzie Miejskim Gdyni. Od 1929 do 1931 był prezydentem Gdyni. W 1931 uzyskał nominację na wicewojewodę krakowskiego. Z tego stanowiska we wrześniu 1933 został przeniesiony w stan nieczynny. Od 1933 zatrudniony w Banku Gospodarstwa Krajowego. 
Pod koniec lat 30. był związany z Obozem Zjednoczenia Narodowego, którego członkiem pozostał do wybuchu II wojny światowej. W 1939 wybrany został w skład Zarządu Głównego SD, po aresztowaniu płk. Antoniego Więckowskiego w maju 1942 objął obowiązki przewodniczącego partii. Był też przewodniczącym Społecznej Organizacji Samoobrony. 
15 maja 1943 został aresztowany przez Gestapo w warszawskiej kawiarni Fuscha na Ochocie, został zamordowany w ruinach getta warszawskiego.

## Odznaczenia
- Krzyż Oficerski Orderu Odrodzenia Polski (8 listopada 1930)[7]
- Medal Niepodległości[8]